# Tribut

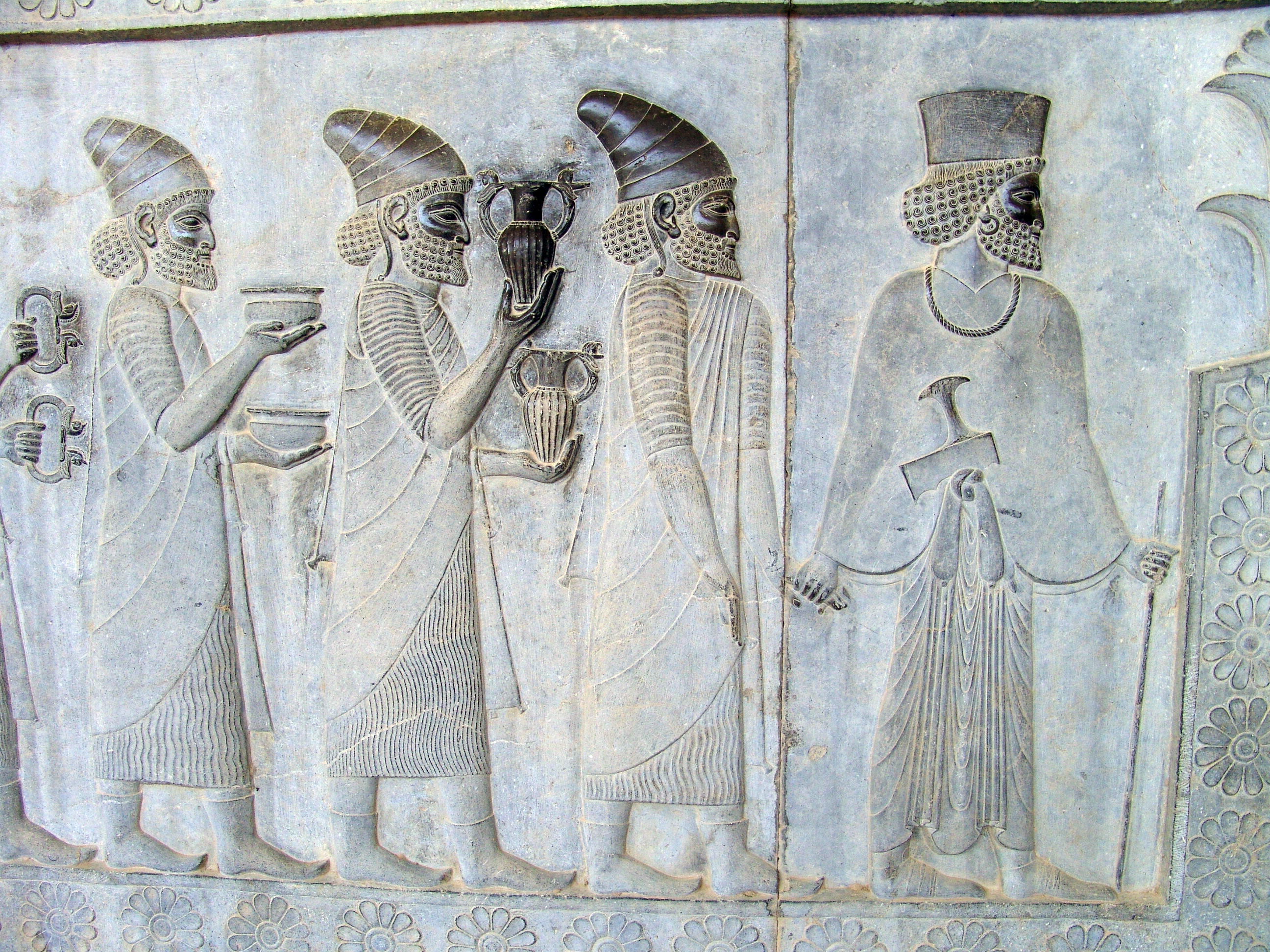
"Apadana"-relieferna i Persepolis visar hur armband, skålar och amforor överlämnas som tribut.

En tribut (från latinets tributum, "bidrag") är summa som en part ger till en annan som ett tecken på underkastelse, lojalitet eller respekt. Olika forntida stater krävde tribut från sina vasaller eller från angränsande länder som försäkring för deras självständighet. För att kallas tribut krävs att betalaren känner politisk underkastelse till betalningsmottagaren. De stora summor, huvudsakligen skyddspengar, som betalades ut av de senare romerska och bysantinska rikena till barbariska folk för att förhindra dem att attackera imperiernas territorium, skulle vanligtvis inte benämnas tribut eftersom imperiet inte accepterade någon underlägsen politisk position. Betalningar från en överordnad politisk enhet till en underlägsen enhet, gjorda för olika ändamål beskrivs oftast som subvention.

## Tribut i Kina
I det forntida Kina tillhandahöll tribut-systemet ett administrativt sätt att kontrollera Kinas intressen, samt gav dem exklusiva handelsfördelar med de stater som betalade tribut. Det var en integrerad del av den konfucianska filosofin, som av kineserna sågs som likvärdigt med yngre söner som tar hand om äldre föräldrar genom att bidra med en del av deras rikedom, tillgångar eller varor till det syftet.

## Danagälden
Vikingarna kunde i vissa fall kräva tribut i utbyte mot att skona betalaren plundringar i dess rike. Det mest kända exemplet på detta är danagälden.